# Edwin Locke
Edwin A. Locke (* 15. května 1938) je americký psycholog a průkopník v teorii stanovování cílů. Je penzionovaným profesorem motivace a vůdcovství na Vysoké škole obchodní Roberta H. Smitha na Marylandské univerzitě v College Parku. Působil rovněž na katedře psychologie. Asociace pro psychologii uvádí: „Locke je nejpublikovanějším organizačním psychologem v historii oboru. Jeho průkopnický výzkum prohloubil naše chápání pracovní motivace a spokojenosti s prací . Teorie, jež se stala synonymem k jeho jménu – teorie stanovování cílů – je snad nejuznávanější teorií psychologie organizace průmyslu. Jeho kapitola o pracovní spokojenosti z roku 1976 je i nadále jednou z nejcitovanějších prací v oboru.“ 
Locke je zastáncem globálního kapitalismu a znal se s rusko-americkou filozofkou Ayn Randovou.
Kritizuje koncept emoční inteligence. V posledních letech se stal otevřeným odpůrcem hnutí za práva zvířat, zejména organizace PETA. Roku 2010 v zimním rozhovoru pro časopis Imagineer uvedl: „Nemyslím si, že PETA chce, aby si všechny bytosti byly rovné; myslím, že chtějí, aby člověk trpěl a zemřel.“

## Ocenění
- Cena za mimořádný vědecký přínos od Akademie managementu (divize lidských zdrojů)
- Cena pro vynikajícího učitele z Marylandské univerzity
- James Mckeen Cattell Fellow Award od Asociace pro psychologii.[1]